# اویشی ۳۳۷۹
سیارک ۳۳۷۹ (به انگلیسی: 3379 Oishi، نامگذاری:1931TJ1) سه هزار و سیصد و هفتاد و نهمین سیارک کشف شده‌است که در ۶ اکتبر ۱۹۳۱ و در هایدلبرگ کشف شد.
قدر مطلق سیارک برابر ۱۳٫۶۰ است.